# جرب (جبل)
جبال جَرِب (بفتح أوله وكسر ثانيه) هي جبال مرتفعة متصلة ببعضها مكونة هضبة صغيرة ارتفاعها أكثر من 2000 متر عن سطح البحر ويتخللها عدد من الشعاب السيَّالة الكثيفة الأشجار، وتقع في شرقي قرى حجاب في السراة في محافظة بلقرن في منطقة عسير في المملكة العربية السعودية. تعتبر جبال جَرِب من المنتزهات الطبيعية في محافظة بلقرن، ومن أشجارها الزيتون البري والشث والطلح وغيرها من الأنواع.